# Robert Eiche

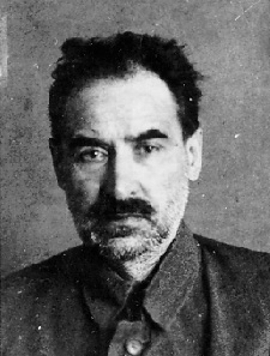
Robert Eiche po aresztowaniu przez NKWD 1938

Robert Eiche (łot. Roberts Eihe, ros. Роберт Индрикович Эйхе; ur. 12 sierpnia 1890 w majątku Awotyn pod Dobelami w guberni kurlandzkiej, zm. 4 lutego 1940 w Moskwie) – Łotysz, działacz komunistyczny w Rosji, członek KC WKP(b) (1930–1938), zastępca członka Biura Politycznego KC WKP(b) (1935–1938), ludowy komisarz rolnictwa ZSRR (1937–1938), jeden z współorganizatorów wielkiego terroru w ZSRR, a później jego ofiara.

## Życiorys
Pochodził z łotewskiej rodziny chłopskiej. Od 1905 członek Łotewskiej Socjaldemokratycznej Partii Robotniczej, od 1906 w SDPRR, 1908-1911 na emigracji w Wielkiej Brytanii. Od 1914 członek KC Socjaldemokracji Kraju Łotewskiego, 1915 aresztowany i zesłany do guberni jenisejskiej, zbiegł z zesłania, 1917 członek Prezydium Rady Ryskiej. W styczniu 1918 aresztowany w Rydze przez Niemców, w lipcu 1918 zbiegł do Rosyjskiej FSRR i został pełnomocnikiem Ludowego Komisariatu Aprowizacji w guberni tulskiej. Od 4 grudnia 1918 do 13 stycznia 1920 komisarz aprowizacji marionetkowego rządu Łotewskiej SRR.
Jednocześnie faktycznie w 1919 zastępca gubernialnego komisarza ds. zaopatrzenia w Czelabińsku, od lutego do września 1920 przewodniczący gubernialnego komitetu RKP(b) w Czelabińsku.
Od września do grudnia 1920 sekretarz odpowiedzialny gubernialnego komitetu RKP(b), zastępca ludowego komisarza aprowizacji Kirgiskiej (Kazachskiej) ASRR, 1921 pełnomocnik ludowego komisarza aprowizacji Rosyjskiej FSRR w Rostowie nad Donem, 1922-1923 komisarz ds. zaopatrzenia Syberii. Od grudnia 1922 do 1925 członek Syberyjskiego Biura KC RKP(b), 1923-1924 zastępca ludowego komisarza aprowizacji ZSRR, od 1924 do 1 grudnia 1925 zastępca przewodniczącego Syberyjskiego Komitetu Rewolucyjnego. Od 10 grudnia 1925 do maja 1929 przewodniczący Komitetu Wykonawczego Syberyjskiej Rady Krajowej, od maja 1929 do sierpnia 1930 I sekretarz Krajowego Syberyjskiego Komitetu WKP(b), od 31 grudnia 1925 zastępca członka, a od 13 lipca 1930 do 29 kwietnia 1938 członek KC WKP(b). Od sierpnia 1930 do 17 października 1937 I sekretarz Zachodniosyberyjskiego Komitetu Krajowego WKP(b), od 1 lutego 1935 do 29 kwietnia 1938 zastępca członka Biura Politycznego KC WKP(b), od 17 października do 10 listopada 1937 I sekretarz Komitetu Obwodowego WKP(b) w Nowosybirsku, od 29 października 1937 do 29 kwietnia 1938 ludowy komisarz rolnictwa ZSRR. Członek Centralnego Komitetu Wykonawczego ZSRR i deputowany do Rady Najwyższej ZSRR 1 kadencji. 15 marca 1935 odznaczony Orderem Lenina.
W okresie pełnienia funkcji sekretarza Krajowego Komitetu WKP(b) Zachodniej Syberii (1930-1937), w czasie przymusowej kolektywizacji, a później "wielkiej czystki" w ZSRR był członkiem "trójki" (administracyjnego sądu doraźnego) Zachodniej Syberii, uczestniczył w masowym wydawaniu wyroków śmierci przez to ciało. 29 kwietnia 1938 sam został aresztowany przez NKWD. Po długim śledztwie, w czasie którego był torturowany, 2 lutego 1940 skazany na śmierć przez Kolegium Wojskowe Sądu Najwyższego ZSRR z zarzutu o "stworzenie i kierowanie kontrrewolucyjną organizacją terrorystyczną, szpiegostwo i przygotowywanie aktów terrorystycznych". 4 lutego 1940 rozstrzelany. Ciało zostało skremowane w krematorium na Cmentarzu Dońskim a prochy pochowane anonimowo.
Zrehabilitowany przez Kolegium Wojskowe SN ZSRR postanowieniem z 14 marca 1956.